# Westboro (Missouri)
Westboro – miasto w Stanach Zjednoczonych, w stanie Missouri, w hrabstwie Atchison.